# テツワン探偵ロボタック&カブタック 不思議の国の大冒険
『テツワン探偵ロボタック&カブタック 不思議の国の大冒険』（テツワンたんていロボタック アンド カブタック ふしぎのくにのだいぼうけん）は、1998年12月11日にビデオソフト（VHS）で発売された特撮ビデオ映画。特撮テレビ番組『テツワン探偵ロボタック』の番外編作品である。

## 概要
前作『ビーロボカブタック クリスマス大決戦!!』に続く、メタルヒーローシリーズのクロスオーバーVシネマ。舞台はテレビシリーズとは異なるパラレルワールド（いわゆる外伝作品）だが、前作『ビーロボカブタック』の主人公であるカブタックがゲスト出演している。
『燃えろ!!ロボコンVSがんばれ!!ロボコン』と共に2009年12月11日にDVDが発売。

## あらすじ
ワンダー星テツワン大陸に住む探偵ロボタックは、おやつの豆大福を盗んだ泥棒を追いかける途中、カブト虫系ロボットにさらわれたとされるラムネ姫の捜索を依頼された。
ミミーナからモヤ砂漠にカブト虫系ロボットがいると聞かされたロボタックは、モヤ砂漠で考古学博士のカブタックと出会う。誤解から一度は彼と戦うものの、ロボタックが証拠品として持っていた黒い羽のおかげで誤解が解ける。カブタックも持っていたその羽は、トラボルト連邦の大統領トラボルトの親衛隊のダークローのものだった。ダークローはカブタックに変装して、ラムネ姫を連れ去っていたのである。さらにカブタックは、手に入れた者は宇宙をも支配できる古代遺跡の秘宝「魔人の石」をトラボルトに奪われていたのだった。
「魔人の石」を持つトラボルトに対抗できるのは、もう一つの古代遺跡の秘宝「聖者の剣」だけだった。そのため、カブタックはそれを発掘するため一人残り、ロボタックは彼の助手のカメロックと共にラムネ姫を探しに行く。だが、その先には様々な罠が待っていた。

## 登場人物

### ロボット
ロボタック
テツワン大陸に住む探偵。
豆大福泥棒を追っかけてるうちにタンサン王国に迷い込み、国王からラムネ姫の捜索を依頼される。トラボルトの攻撃で記憶喪失になり、オーエドタウンに漂着。タッカードが至近距離で吹いたワンダの笛の音色に驚き柱に頭をぶつけたショックで記憶を取り戻す。

カメロック
モヤ砂漠でカブタックの助手として発掘活動をしている。
カブタックの紹介でラムネ姫の救出に向かうロボタックの助っ人となるが魔人の石を持つトラボルトに敗れ、囚われの身となる。その後、駆け付けたカケルの手によって解放され、ラムネ姫を保護した。

ミミーナ
ロボタックの友達。タンサン王国で屋台のラーメン屋を運営している。
カブタックがモヤ砂漠にいることをロボタックに伝えた。

トラボルト
トラボルト連邦を統括する大統領。
カブタックが発掘した物を常に横取りする横暴な性格。魔人の石を手に入れ、ラムネ姫との強制結婚を目論んだがロボタックの聖者の剣の前に野望もろとも潰えた。

ダークロー
カバドス
トラボルトの親衛隊。ダークローはカブタックに変装して、ラムネ姫を誘拐した張本人。いつもカブタックに痛い目に合わされており、その仕返しでトラボルトの陰謀に加担。

タッカード
タカノス山頂上に住む仙人。
山に伝わるアイテム「ワンダの笛（ワンダーフルート）」を吹き、ロボタックの記憶を回復させた。

モグラッキー
タッカードの弟子。セリフは「ボンジュール」しかない。

逮捕するゾウ
タンサン王国のロボット兵士。

マイティーワンダー
トラボルトが魔人の石から出現させた魔人。
スペシャルモードのロボタックとスーパーモードのカブタックを軽くねじ伏せるほどの怪力を持つ。RKバーと聖者の剣の合体攻撃によって敗れ去った。

カブタック
『ビーロボカブタック』の主人公で、本作品ではモヤ砂漠で発掘活動に従事していた考古学博士として登場。
原典とは異なり、友情コマンダーなしでスーパーチェンジが可能。
誤解からロボタックと対決するが落としたダークローの羽根から和解。発掘した聖者の剣を引っ提げて戦列に参加。

### 人間
雪柳 カケル（ゆきやなぎ カケル）
武芸者。
茶屋で団子を食べているところをロボタックと鉢合わせし、ロボタックの心意気に打たれ、同行する。ロボタックとは以前から親しかった旨の発言をするが、その理由は明かされなかった。

梅田 コータ（うめだ コータ）
オーエドタウンに住む和尚。
釣りの最中に流れ着いたロボタックを発見。人工呼吸ならぬロボット呼吸を施した。

榊 シゲル（さかき シゲル）
忍者。
突然井戸の中から現れたロボタックを攻撃した。

橘 ミサキ（たちばな ミサキ）
オーエドタウンの岡っ引きの女親分。

杉 薫（すぎ かおる）
トラボルトとラムネ姫の結婚式に呼ばれた牧師。
偶然鉢合わせとなったロボタック・カケルの潜入をアシストした。

唐松（からまつ）
タンサン王国の国王。

高峯 桜子 （たかみね さくらこ）
タンサン王国の王妃。

山茶花三郎（さざんか さぶろう）
冒頭でひょっとこのお面を被り、ロボタックのおやつの豆大福を盗んだ。
ロボタックに追いかけられ、タンサン王国にて遂に追いつめられて観念し、豆大福を返そうとするが直後にロボタックが小象に連れて行かれたことでチャンスとばかりに逃亡。
実はトラボルト連邦の兵士で囚われていたラムネ姫にその豆大福をあげており、それがきっかけでラムネ姫と結婚した。

ラムネ姫
タンサン王国の王女。
舞踏会の日にトラボルトに一目惚れされたことでカブタックに変装したダークローに攫われる。中華のホテルで囚われていたがロボタックに助けられて逃亡。その中でロボタックに対して好意を抱き始めるが魔人の石を手にしたトラボルトによって、ロボタックと離ればなれになってしまい、そのままトラボルト連邦へ連れて行かれる。
その後、トラボルトとの結婚式に乱入したロボタックたちに助けられるもすぐにトラボルトに捕まり、人質にされる。しかし、聖者の剣を手にしたカブタックの参戦で救出され、戦いが終わるまでカメロックに保護された。戦いが終わった後、囚われていた自分に豆大福をくれたトラボルト連邦の兵士（正体はロボタックから豆大福を盗んだ三郎）に本当の恋をし、最後は彼と結婚した。

## 舞台
ワンダー星
本作品の舞台となる、人間とロボットが仲良く暮らしている惑星。
テツワン大陸
ワンダー星の大陸の一つ。主に「タンサン王国」「モヤ砂漠」「オーエドタウン」「鷹ノ巣山」「トラボルト連邦」が登場する。
タンサン王国
ラムネ姫の故郷。ミミーナがラーメン屋を出店している。
モヤ砂漠
広大な砂漠。カブタックとカメロックがテントを張っている。
オーエドタウン
カケルたちの故郷。江戸時代のような街並みが特徴。記憶喪失になったロボタックが迷い込んだ。
タカノス山
タッカードとモグラッキーが住んでいる山。記憶喪失を直せる「ワンダの笛（ワンダフルート）」がある。
トラボルト連邦
トラボルトが大統領を務める大国。警備が厳重で、簡単には入れないが、タッカードから借りた「仙人の雲」に乗ったロボタックとカケルに難なく突破された。

## アイテム
魔人の石
古代遺跡の秘宝。手にしたものは宇宙をも支配できるとされている、盾のような形をした石。マイトバーンの顔のレリーフが掘られており、魔人の頭文字の「M」が刻まれている。カブタックが発掘したが、トラボルトたちに奪われる。電撃を放つ他、魔人・マイティーワンダーを呼び出して戦わせることが出来る。最後はロボタックとカブタックの合体技でマイティーワンダーが爆散すると同時に砕け散り、消滅した。
聖者の剣
もう一つの古代遺跡の秘宝。魔人の石に唯一対抗できる黄金の剣で、スピーダムの顔のレリーフが掘られている他、聖者の頭文字の「S」が刻まれている。剣先から光球を放つ他、RKバーと合わせることで光の刃を出すことも可能。最後は発掘品としてカブタックたちのテントで保管された。また、作中では元の持ち主と思しき人物のシルエットが、この剣を手にしているイメージイラストも登場している。
仙人の雲
タッカードがロボタックとカケルに与えた空飛ぶ雲。トラボルト連邦への潜入に使われた。

## キャスト
- 雪柳カケル - 村上悦也
- 梅田コータ - 岡野洋祐
- 榊シゲル - 吉田由
- 橘ミサキ - 黒川芽以
- 杉薫 - 大高洋夫
- 唐松 - 赤星昇一郎
- 高峯桜子 - 大竹一重
- 山茶花三郎 - イジリー岡田
- ラムネ姫 - 清水真実

### 声の出演
- ロボタック - 佐々木望
- カメロック - 堀秀行
- ミミーナ - 浅川悠
- トラボルト - 山口勝平
- ダークロー - 柴本浩行
- カバドス - 室園丈裕
- タッカード - 古川登志夫
- モグラッキー - 三田ゆう子
- 子象 - 西川宏美
- カブタック - 草尾毅
- ナレーター - 大木民夫

### スーツアクター
- ロボタック、トラボルト（共にノーマルモード）[要出典]：神尾直子
- ロボタック（ノーマルモード）[要出典]：東福子
- ロボタック（スペシャルモード）、カブタック（スーパーモード）[要出典]：日下秀昭
- カメロック[要出典]：宮崎剛
- ミミーナ[要出典]：橋本恵子
- モグラッキー[要出典]：水谷健
- タッカード[要出典]：的場耕二
- ダークロー[要出典]：今井靖彦
- カバドス（ノーマル/スペシャルモード）[要出典]：小倉敏博
- トラボルト（スペシャルモード）[要出典]：菊地寿幸
- カブタック（ノーマルモード）[要出典]：田邊智恵

## スタッフ
- プロデューサー：上田めぐみ（テレビ朝日）、日笠淳、加藤和夫、丸山真哉（東映）
- 原作：八手三郎
- 脚本：浦沢義雄
- 音楽：若草恵、石田勝範
- ナレーション：大木民夫
- 撮影：松村文雄
- 照明：中川勇雄
- 美術：木村光之
- 録音：太田克己
- 編集：菅野順吉
- 計測：小泉貴一
- 記録：深沢いづみ
- 選曲：金成謙二
- 効果：大泉音映
- 助監督：加藤弘之
- 進行主任：東正信
- 制作事務：石垣紘一
- 制作担当：沼尾和典
- 操演：寺門勇
- 美粧：サンメイク
- 衣裳：東京衣裳新社
- 装置：紀和美建
- 装飾：大晃商会
- ミニチュア造型：東陽モデル
- 企画協力：企画者104
- キャラクターデザイン：原田吉朗
- イラスト：野口竜、スタジオメルファン
- CGイラスト：河野成浩
- 造型：前澤範
- キャラクター製作：レインボー造型企画
- 視覚効果：沖満
- デジタル合成：大谷喜朋(日本映像クリエイティブ)
- 現像：東映化学 ファインネガ・ビデオシステム
- メディア変換：東映化学デジタルテック、山本修司
- CG：東映アニメーション研究所
- 宣伝担当：小田元浩(東映ビデオ)
- 撮影協力：富士ガリバー王国、日光江戸村、秩父ミューズパーク、両神村神怡舘
- 特撮:特撮研究所
  - 操演：鈴木昶、中山亨
  - 撮影：中根伸治
  - CG：捻橋尚文
  - 照明：林方谷
  - 美術：竹内俊介
- 特撮監督：佛田洋
- デジタルエフェクト：尾上克郎
- アクション監督：村上潤
- 監督：岩原直樹
- 制作：テレビ朝日、東映ビデオ、東映

## 音楽
主題歌
オープニングテーマ「なせばなるほどロボタック」
作詞：大賀玉之輔 / 作曲、編曲：石川恵樹 / 歌：影山ヒロノブ
エンディングテーマ「いいじゃない」
作詞：大賀玉之輔 / 作曲、編曲：藤沢秀樹 / 歌：ロボタック・オール・スターズ
- 本作品ではセリフ無しのバージョンが使用されている。

挿入歌「清く正しくカブタック」
作詞：八手三郎 / 作曲、編曲：石川恵樹
- 本作品ではインストゥルメンタル版が流れている。